# Mušḫuššu

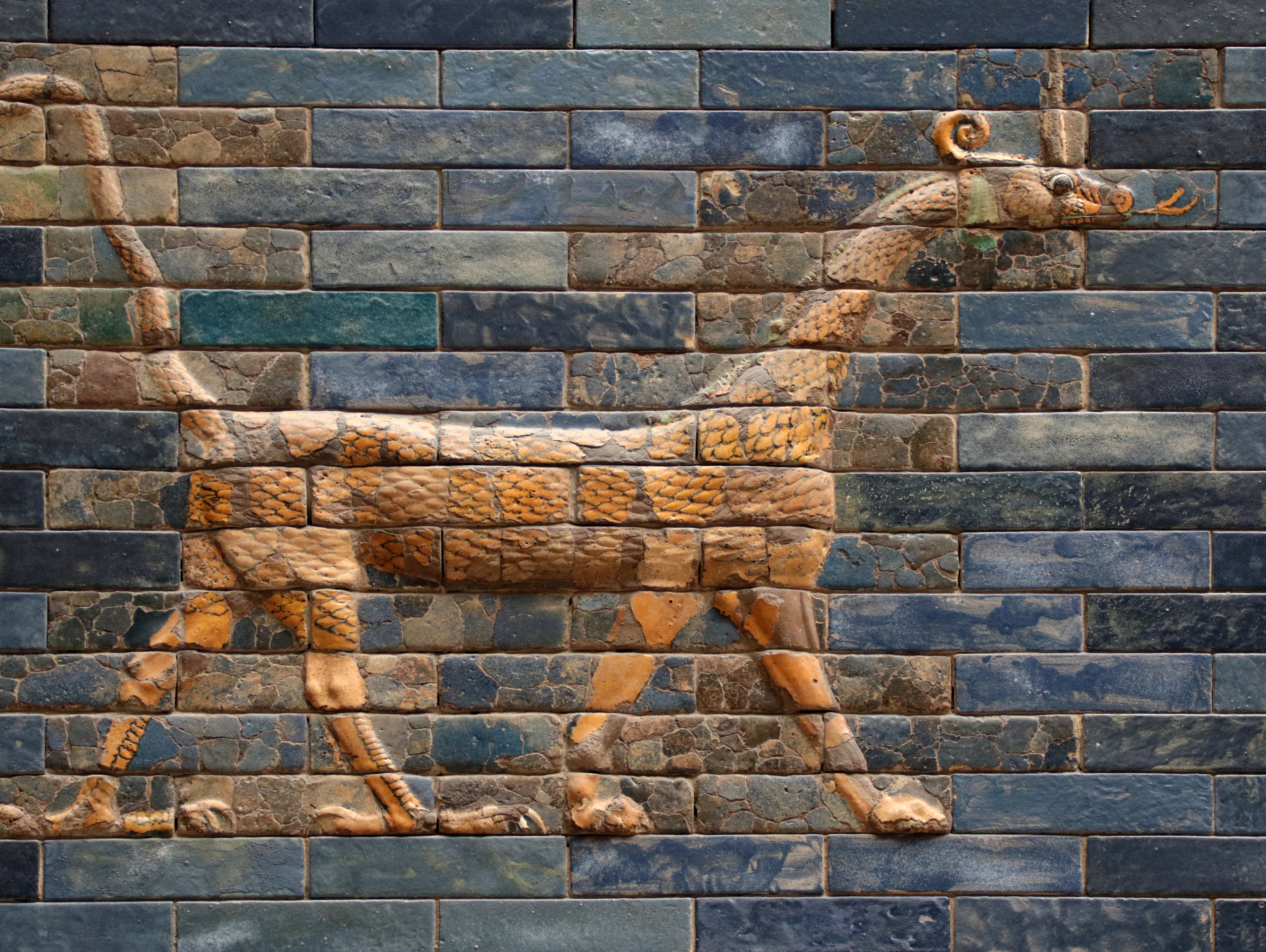
Sirrush, Pergamonmuseet, Berlin

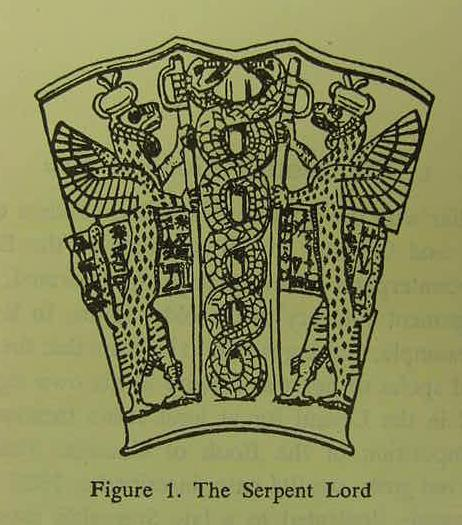
Ningizzida i mitten slingrandes runt världspelaren flankerad av draken Munhussu (Griffins)

Sirrush är ett draklikt djur som finns avbildat på Istarporten som ursprungligen stod i det antika Babylon, men som sedan 1930 finns utställd på Pergamonmuseet i Berlin. Den har fjäll, höga framben som på ett lejon, bakben likt en större fågel, en lång hals och med ett reptilhuvud. Tungan är kluven som på en orm, och djuret har även en lång svans. Det liknar inget nu levande djur, även om teorier finns om att det är en konstnärlig avbildning av en ödla eller ett mytologiskt djur.